# Каукауна (Вісконсин)
Каукауна (англ. Kaukauna) — місто (англ. city) в США, в округах Автаґемі і Калумет штату Вісконсин. Населення — 17 089 осіб (2020).

## Географія
Каукауна розташована за координатами 44°16′37″ пн. ш. 88°15′55″ зх. д. / 44.27694° пн. ш. 88.26528° зх. д. (44.276909, -88.265352).  За даними Бюро перепису населення США в 2010 році місто мало площу 20,89 км², з яких 19,85 км² — суходіл та 1,04 км² — водойми.

## Демографія
Згідно з переписом 2010 року, у місті мешкали 15 462 особи в 6270 домогосподарствах у складі 4090 родин. Густота населення становила 740 осіб/км².  Було 6596 помешкань (316/км²).
Расовий склад населення:
| - 94,5 % — білих - 1,3 % — азіатів - 0,8 % — корінних американців - 0,7 % — чорних або афроамериканців - 1,0 % — осіб інших рас |

До двох чи більше рас належало 1,6 %. Частка іспаномовних становила 2,6 % від усіх жителів.
За віковим діапазоном населення розподілялося таким чином: 25,8 % — особи молодші 18 років, 62,0 % — особи у віці 18—64 років, 12,2 % — особи у віці 65 років та старші. Медіана віку мешканця становила 34,6 року. На 100 осіб жіночої статі у місті припадало 98,2 чоловіків;  на 100 жінок у віці від 18 років та старших — 94,8 чоловіків також старших 18 років.
Середній дохід на одне домашнє господарство  становив 69 197 доларів США (медіана — 55 120), а середній дохід на одну сім'ю — 82 065 доларів (медіана — 67 069). Медіана доходів становила 50 661 долар для чоловіків та 33 809 доларів для жінок. За межею бідності перебувало 8,2 % осіб, у тому числі 9,2 % дітей у віці до 18 років та 6,5 % осіб у віці 65 років та старших.
Цивільне працевлаштоване населення становило 8923 особи. Основні галузі зайнятості: виробництво — 23,1 %, освіта, охорона здоров'я та соціальна допомога — 16,0 %, роздрібна торгівля — 12,9 %.